# Euouae

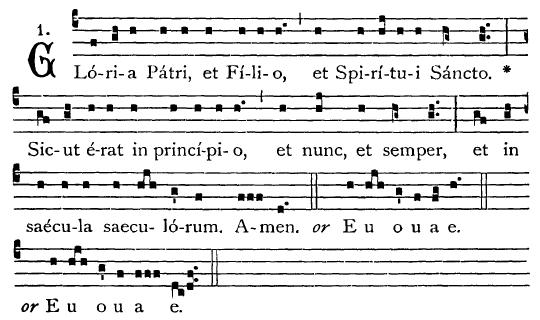
グレゴリオ聖歌の一節。2回のeuouaeが使われている。

EuouaeまたはEvovaeは、グレゴリオ聖歌に出てくる"saeculorum Amen"(「代々にいたるまでアーメン」という意味)の母音のみを取った略語。
別のケースでは、EUOUAEという単語をさらに短くしてE----Eと表すこともある。
この言葉がグレゴリオ聖歌中に出てきた際には"saeculórum Amen"と読む。
ギネスブックには、母音のみで構成された最も長い英単語として登録されている。